# Il grande teschio
Il grande teschio (El gran calavera) è un film del 1949 diretto da Luis Buñuel, considerato da Georges Sadoul una piccola produzione commerciale come altre realizzate in Messico, terra d'esilio successivo a quello vissuto negli USA.

## Trama
Ramiro è un ricco vedovo che viene sfruttato dai famigliari: se la figlia Virginia cerca solo un buon partito per continuare a vivere nel lusso il figlio Eduardo fa la bella vita senza preoccuparsi del denaro che spende, anche il fratello Ladislao non fa nulla se non vivere alle sue spalle mentre la cognata Milagros si finge sempre malata di qualcosa.
Solo l'altro fratello Gregorio dimostra un sincero affetto e convince gli altri che Ramiro è caduto in rovina e che loro sono costretti a trovare un lavoro per poter mantenere lo stile di  vita precedente. Questa nuova vita condotta a un livello sociale inferiore economicamente rivelerà loro un mondo nuovo fatto di gente autentica e solidale, allegra e intelligente perché il lavoro e le attività risveglieranno la loro parte migliore, che porterà tutti al lieto fine con l'apoteosi dell'interruzione del matrimonio. Sull'altare al momento del si tra Virginia e l'impostore Alfredo, tutti sentono le parole di protesta che escono dall'altoparlante del ragazzo conosciuto da Virginia nella seconda parte della sua vita, Pablo. La cerimonia matrimoniale si interrompe con un colpo di scena che coinvolge tutti i presenti. A differenza di Alfredo che la voleva per i suoi soldi, Pablo l'aveva lasciata per i suoi soldi. Virginia scappa dalla chiesa e insegue l'auto di Pablo in abito da sposa, a un certo punto lui la lascia salire in macchina. I dialoghi amorosi tra Virginia e Pablo, seguiti dalla popolazione fin dall'inizio quando Pablo lasciava distrattamente in funzione l'altoparlante, continuano ad essere udibili anche nella scena finale perché l'altoparlante è ancora acceso, ma questa volta volontariamente. E tutto il paese segue con grande spasso.

## Accoglienza
Il film fa parte del primo periodo messicano del regista, che va dal 1946 al 1955, dopo «un lungo silenzio, trascorso prevalentemente negli USA». Giorgio Cremonini continua scrivendo come le opere di questo periodo siano scadenti sul piano della qualità, «con risultati alterni sul piano commerciale, (...), di El Gran Calavera (...) non si sa praticamente nulla, tranne che ebbe un lusinghiero successo di pubblico». Alberto Cattini parla di El gran calavera come di  «un vaudeville di molto successo (...)» che Buñuel mette a frutto per poter realizzare Los olvidados.